# Saint-Antonin-sur-Bayon
Saint-Antonin-sur-Bayon é uma comuna francesa na região administrativa da Provença-Alpes-Costa Azul, no departamento de Bouches-du-Rhône. Estende-se por uma área de 17,57 km². Em 2010 a comuna tinha 127 habitantes (densidade: 7,2 hab./km²).